# GEICO
La Government Employees Insurance Company (GEICO /ˈɡaɪkoʊ/) è una società di assicurazioni auto di proprietà della Berkshire Hathaway del miliardario Warren Buffett.

## Storia
La GEICO è stata fondata nel 1936 da Leo Goodwin e sua moglie Lillian Goodwin per fornire una assicurazione ai dipendenti statali e alle loro famiglie.
È molto conosciuta dai cittadini americani per le polizze assicurative più comuni e più a larga diffusione che stipula, cioè quelle che riguardano l'assicurazione dell'automobile.
Negli anni '70 del ventesimo secolo, Warren Buffett iniziò a comprare quote azionarie della compagnia di assicurazione tramite la sua holding.
Dal 1996 è una società interamente controllata dalla Berkshire Hathaway.

## Riconoscimenti
Nel 2010, GEICO ha vinto il premio "Marketer of the Year" della Digital Marketing Association.